# Cape Cod Bay

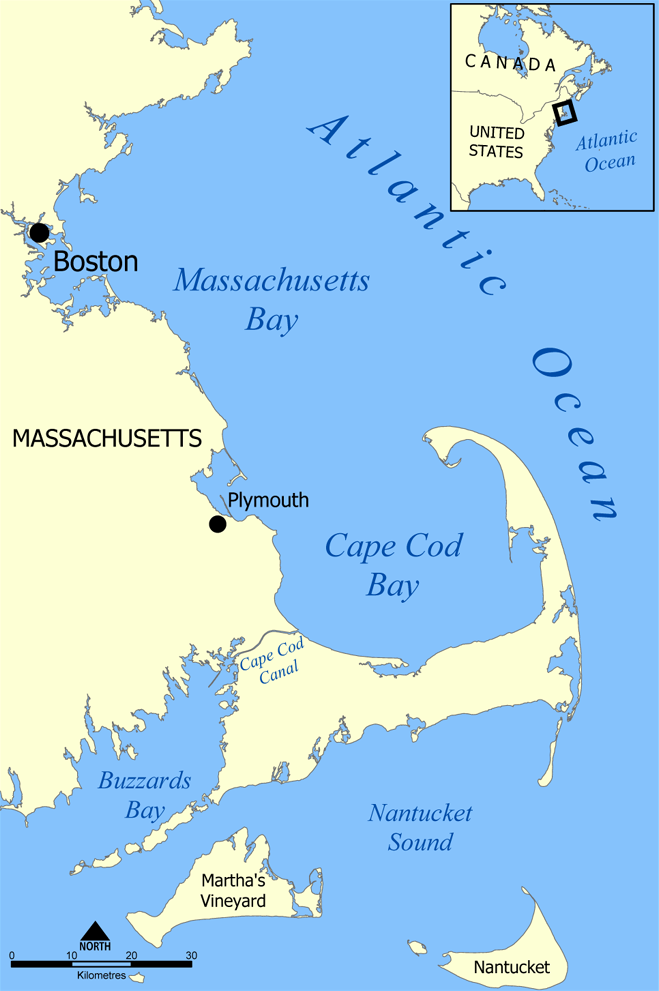
Karta med Cape Cod Bay.

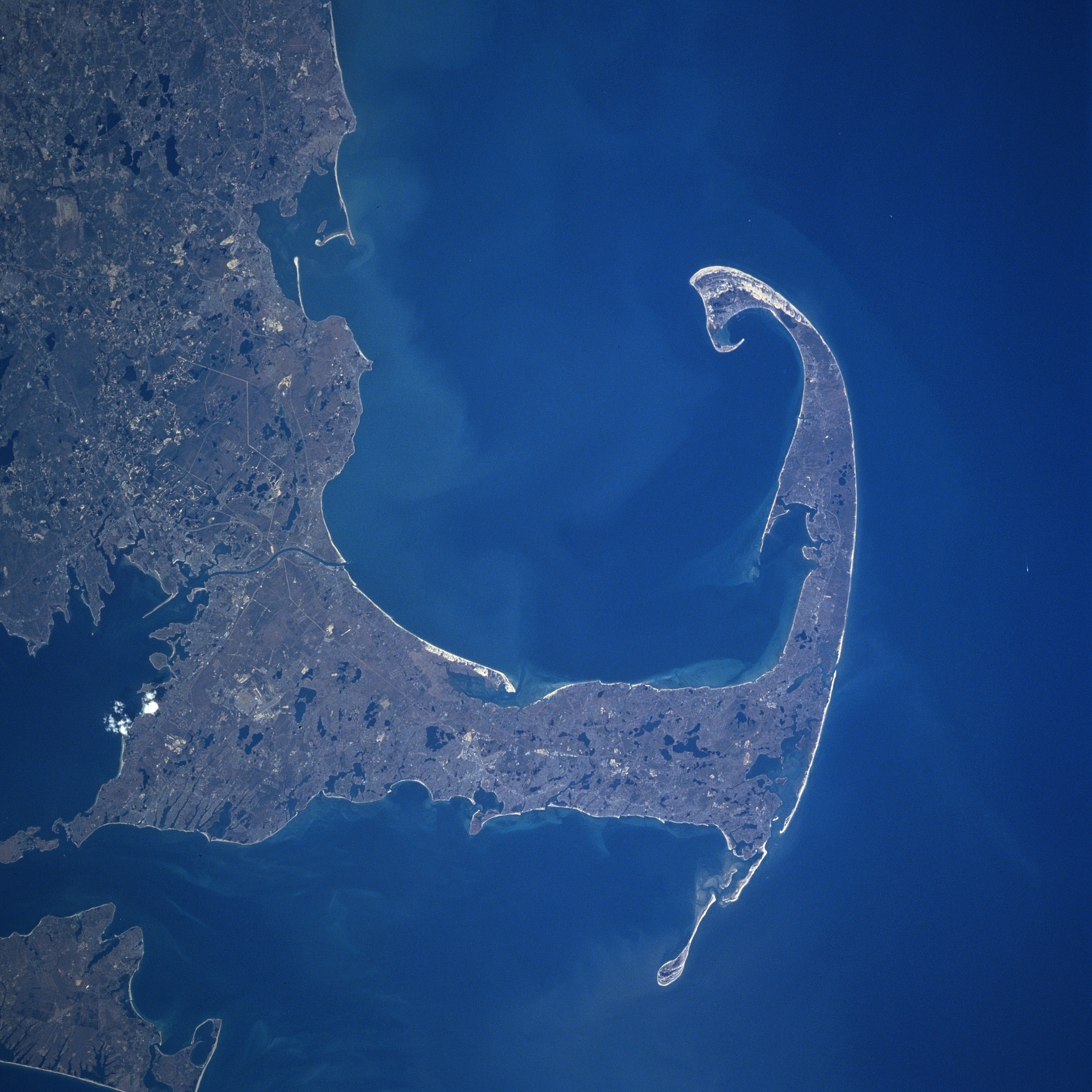
Cape Cod och Cape Cod från rymden i april 1997.

Cape Cod Bay är en vik i Atlanten, utanför den amerikanska delstaten Massachusetts. Norr om viken ligger Massachusetts Bay.

## Historik
1524 blev Giovanni da Verrazzano första europé att upptäcka Cape Cod Bay, och 1529 togs platsen med på hans karta. 1620 sökte pilgrimerna först skydd i Provincetown Harbor, och skrev på Mayflower Compact, det första demokratiska dokumentet undertecknat i Nya världen.
Sedan 1914 har Cape Cod Bay förbindelse med Buzzards Bay genom Cape Cod-kanalen.

### Fotnoter
1. 1 2  Theresa Mitchell Barbo (2008). Cape Cod Bay A History of Salt and Sea. The History Press. ISBN 978-1-59629-502-5
2. ↑   History of Barnstable County, Massachusetts. sid. 950. http://www.archive.org/stream/historyofbarnsta00deyo#page/950/mode/2up/search/verrazano. Läst 21 augusti 2010